# Buk u Libocké brány v oboře Hvězda
Buk u Libocké brány v oboře Hvězda byl památný buk lesní (Fagus sylvatica), který rostl napravo od cesty k letohrádku asi 200 m od vstupu do obory u bývalého domu oborníka takzvanou Libockou branou, kousek za skupinou jírovců a památným dubem, před velkým dětským hřištěm vybudovaným na jaře 2019. Brzy poté byla ochrana buku zrušena a strom byl pokácen.

## Základní údaje
- rok vyhlášení: 2002[1]
- odhadované stáří: 165 let (v roce 2016)
- obvod kmene: 373 cm (2001), 385 cm (2009)
- výška: 30 m (2009)
- výška koruny: 22 m (2001)
- šířka koruny: 20 m (2001)

## Stav stromu

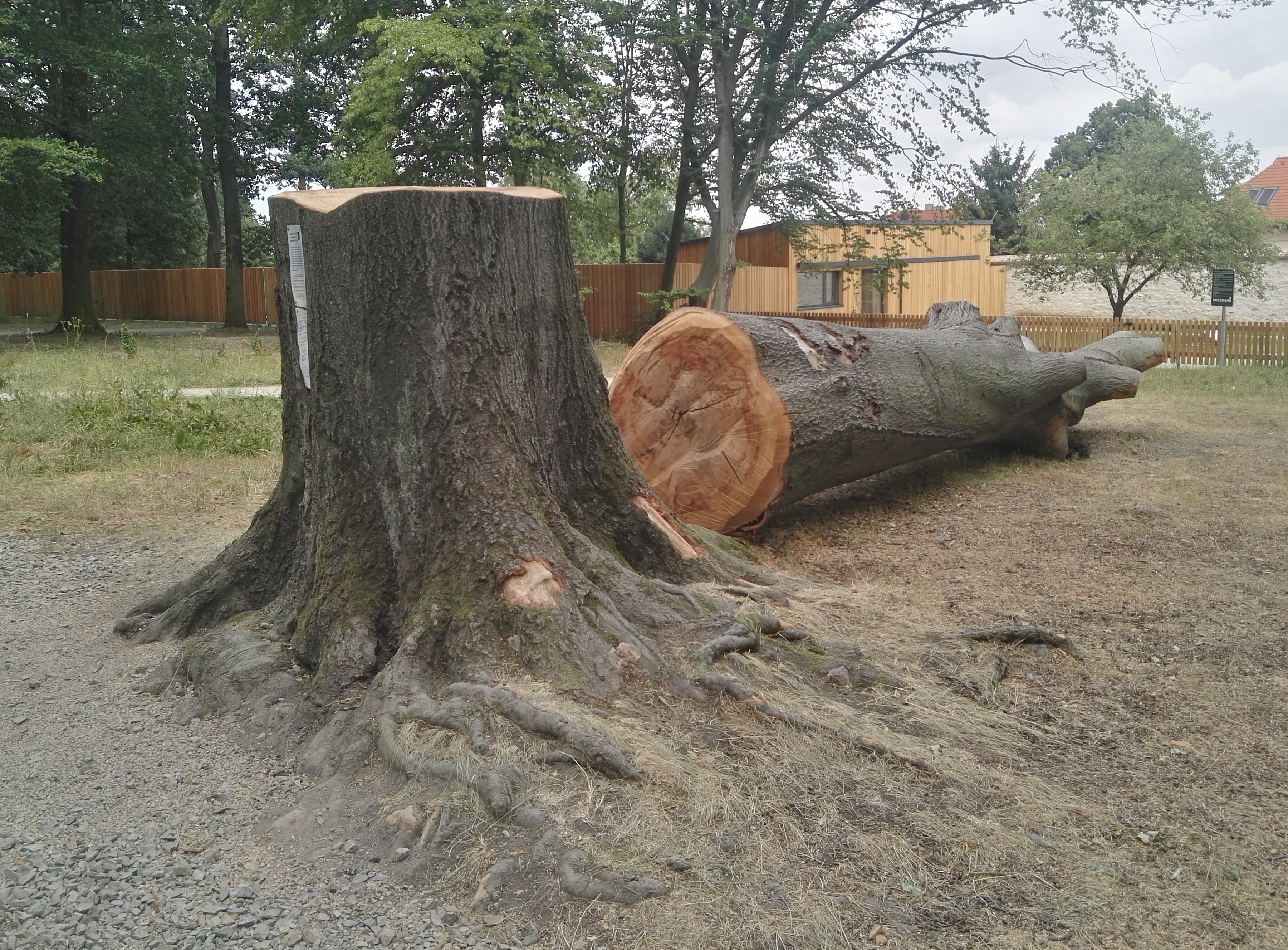
Zbytky buku v červenci 2019

Buk byl pěkného vzrůstu, ošetřovaný. V roce 2019 byla ale ochrana buku Odborem ochrany prostředí Magistrátu hlavního města Prahy zrušena (strom byl znalcem vyhodnocen jako velmi nebezpečný vzhledem k rozsáhlému napadení dřevokaznými houbami). Rozhodnutí nabylo právní moci 6. června 2019 a strom byl následně pokácen.

## Další zajímavosti
Strom byl impozantní i v zimě, bez listí. V minulosti (např. v roce 2010) býval o Vánocích večer osvícen žárovičkami navěšenými v jeho koruně.
Dalšími pozoruhodnými buky v oboře Hvězda jsou buk dvoják, buk u Břevnovské brány a buk pod letohrádkem. U Libocké brány je také památný dub a skupina jírovců.
Nejbližšími zastávkami pražské MHD jsou stanice Obora Hvězda a Vypich.